# Колехмайнен, Микко
Микко Юрьё Ильмари Колехмайнен (фин. Mikko Yrjö Ilmari Kolehmainen; 18 августа 1964, Миккели) — финский гребец-байдарочник, выступал за сборную Финляндии в середине 1980-х — конце 1990-х годов. Чемпион летних Олимпийских игр в Барселоне, чемпион мира, победитель многих регат национального и международного значения.

## Биография
Микко Колехмайнен родился 18 августа 1964 года в городе Миккели. Активно заниматься греблей начал в раннем детстве, проходил подготовку в местном спортивном клубе «Миккелин Мелоят», тренировался под руководством польского приглашённого специалиста Гжегожа Следзевского, многократного чемпиона и призёра мировых первенств.
Первого серьёзного успеха на взрослом международном уровне добился в 1984 году, когда попал в основной состав финской национальной сборной и благодаря череде удачных выступлений удостоился права защищать честь страны на летних Олимпийских играх в Лос-Анджелесе. Стартовал здесь в зачёте четырёхместных байдарок на дистанции 1000 метров, но сумел дойти только до стадии полуфиналов, где финишировал четвёртым. Четыре года спустя прошёл квалификацию на Олимпийские игры в Сеуле — вместе с младшим братом Олли Колехмайненом участвовал в гонках двоек на пятистах и тысяче метрах, однако вновь в обеих этих дисциплинах остановился в полуфиналах.
В 1992 году Колехмайнен отправился представлять страну на Олимпиаде в Барселоне и в одиночках на пятистах метрах одолел всех своих соперников, завоевав тем самым золотую олимпийскую медаль (эта золотая медаль для Финляндии стала единственной на этих Играх). Также в паре с братом стартовал здесь в двойках на той же дистанции, хотя успеха не добился, был в полуфинале лишь восьмым. В следующем сезоне побывал на чемпионате мира в Копенгагене, откуда тоже привёз медаль золотого достоинства, полученную в одиночках на пятистах метрах.
Став олимпийским чемпионом и чемпионом мира, Микко Колехмайнен остался в основном составе гребной команды Финляндии и продолжил принимать участие в крупнейших международных регатах. Так, будучи одним из лидеров команды, в 1996 году он благополучно прошёл отбор на Олимпийские игры в Атланте, причём на церемонии открытия нёс флаг своей страны. В итоге занял седьмое место в полукилометровой дисциплине одиночек и девятое место в километровой дисциплине одиночек. Вскоре по окончании этих соревнований принял решение завершить карьеру профессионального спортсмена, уступив место в сборной молодым финским гребцам.